# Grant County (Indiana)
Grant County is een county in de Amerikaanse staat Indiana.
De county heeft een landoppervlakte van 1.072 km² en telt 73.403 inwoners (volkstelling 2000). De hoofdplaats is Marion.

## Bevolkingsontwikkeling

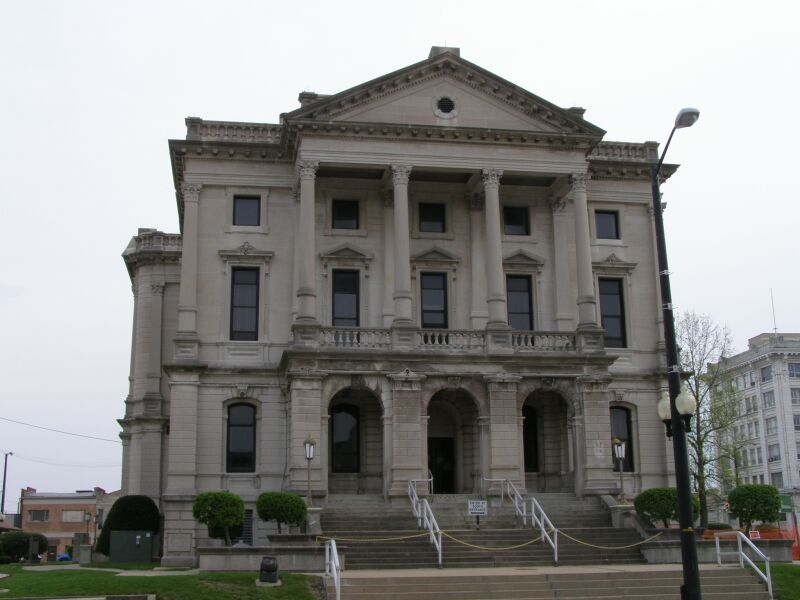
Grant County Courthouse